# Maurice (Louisiana)
Maurice és una població dels Estats Units a l'estat de Louisiana. Segons el cens del 2000 tenia 642 habitants.

## Demografia
Segons el cens del 2000, Maurice tenia 642 habitants, 257 habitatges, i 177 famílies. La densitat de població era de 121,5 habitants/km².
Dels 257 habitatges en un 37% hi vivien nens de menys de 18 anys, en un 52,9% hi vivien parelles casades, en un 12,5% dones solteres, i en un 31,1% no eren unitats familiars. En el 27,6% dels habitatges hi vivien persones soles el 8,9% de les quals corresponia a persones de 65 anys o més que vivien soles. El nombre mitjà de persones vivint en cada habitatge era de 2,49 i el nombre mitjà de persones que vivien en cada família era de 3,07.
Per edats la població es repartia de la següent manera: un 28,2% tenia menys de 18 anys, un 6,9% entre 18 i 24, un 33,2% entre 25 i 44, un 19,3% de 45 a 60 i un 12,5% 65 anys o més.
L'edat mediana era de 33 anys. Per cada 100 dones de 18 o més anys hi havia 88,9 homes.
La renda mediana per habitatge era de 29.306 $ i la renda mediana per família de 32.841 $. Els homes tenien una renda mediana de 28.571 $ mentre que les dones 21.250 $. La renda per capita de la població era de 15.051 $. Entorn del 16,6% de les famílies i el 19,3% de la població estaven per davall del llindar de pobresa.

## Poblacions més properes
El següent diagrama mostra les poblacions més properes.